# Markus Förderer
Markus Förderer (* 14. Juli 1983 in Baden-Baden) ist ein deutscher Kameramann.

## Karriere
Markus Förderer studierte an der Hochschule für Fernsehen und Film München. Seit 2007 ist er als Kameramann tätig. Für den Film Hell wurde er 2012 mit dem Deutschen Kamerapreis ausgezeichnet. Wegen seiner Leistung im Film, wofür er ebenfalls international Auszeichnungen bekam, wurde er daraufhin auch in Hollywood angefragt. Dort ist er seitdem als Kameramann in mehreren Filmen tätig gewesen, darunter auch in Independence Day: Wiederkehr (2016). Für die Bildgestaltung bei Tides wurde er 2020 mit dem Bayerischen Filmpreis ausgezeichnet.
Markus Förderer ist Mitglied des Bundesverband Kamera sowie seit 2019 bei der American Society of Cinematographers und seit 2022 bei der Deutschen Filmakademie.
Im Jahr 2025 gewann er für seine Arbeit an dem Historienfilm September 5 den Deutschen Filmpreis.

## Filmografie (Auswahl)
- 2011: Hell
- 2012: Puppe, Icke & der Dicke
- 2013: Finsterworld
- 2014: I Origins – Im Auge des Ursprungs (I Origins)
- 2015: Stonewall
- 2015: I Remember (Kurzfilm)
- 2016: Independence Day: Wiederkehr (Independence Day: Resurgence)
- 2018: Megan (Kurzfilm)
- 2021: Bliss
- 2021: Tides
- 2021: Red Notice
- 2024: Constellation (Miniserie)
- 2024: September 5